# Nationale Straßen-Radsportmeister 2022
Die ersten Nationalen Straßen-Radsportmeisterschaften 2022 werden im Januar in Australien und Neuseeland ausgetragen. In den meisten anderen Nationen hingegen finden die jeweiligen Austragungen Ende Juni statt.
| Nation                       | Trikot | Straßenrennen – Männer       | Einzelzeitfahren – Männer       | Straßenrennen – Frauen           | Einzelzeitfahren – Frauen        |
| ---------------------------- | ------ | ---------------------------- | ------------------------------- | -------------------------------- | -------------------------------- |
| Albanien                     |        | Ylber Sefa                   | Ylber Sefa                      | -                                | -                                |
| Algerien                     |        | Islam Mansouri               | Azzedine Lagab                  | Nesrine Houili                   | Nesrine Houili                   |
| Angola                       |        | Bruno Araújo                 | Dário António                   | Yolanda Mendes                   | Yolanda Mendes                   |
| Antigua und Barbuda          |        | Jyme Bridges                 | Emmanuel Gayral                 | -                                | -                                |
| Argentinien                  |        | Emiliano Contreras           | Alejandro Durán                 | Maribel Aguirre                  | Antonella Leonardi               |
| Aserbaidschan                |        | Elchin Asadov                | Elchin Asadov                   | -                                | -                                |
| Australien                   |        | Lucas Plapp                  | Rohan Dennis                    | Nicole Frain                     | Grace Brown                      |
| Barbados                     |        | Gregory Vanderpool           | Jacob Kelly                     | Danielle Hinds                   | Amber Joseph                     |
| Belarus                      |        | Aliaksandr Piasetski         | Yauheni Karaliok                | Hanna Zerach                     | Hanna Zerach                     |
| Belgien                      |        | Tim Merlier                  | Remco Evenepoel                 | Kim de Baat                      | Lotte Kopecky                    |
| Belize                       |        | Giovanni Lovell              | Oscar Quiroz                    | -                                | Alicia Thompson                  |
| Bolivien                     |        | David Rojas                  | Freddy Gonzales                 | Elizabeth Vásquez                | Rebeca Sarabia                   |
| Brasilien                    |        | Vinicius Rangel              | Lauro Chaman                    | Aline Mariga                     | Ana Paula Polegatch              |
| Bulgarien                    |        | Martin Papanov               | Nikolay Genov                   | Petya Minkova                    | Petya Minkova                    |
| Burkina Faso                 |        | Moucaila Rawende             | -                               | Lamoussa Zoungrana               | -                                |
| Chile                        |        | Abbruch nach Massensturz     | José Luis Rodríguez Aguilar     | Abbruch nach Massensturz         | Catalina Soto                    |
| Costa Rica                   |        | Jason Huertas                | Jose Alexis Rodriguez           | Krissia Araya                    | Estefanie Alvarez                |
| Dänemark                     |        | Alexander Kamp               | Mathias Norsgaard               | Cecilie Ludwig                   | Emma Norsgaard                   |
| Deutschland                  |        | Nils Pollit                  | Lennard Kämna                   | Liane Lippert                    | Lisa Brennauer                   |
| Ecuador                      |        | Richard Huera                | Richard Carapaz                 | Esther Galarza                   | Paula Jara                       |
| El Salvador                  |        | Bryan Fernando Mendoza       | Raúl Edgardo Monroy             | Sauking Raquel Shi               | Sauking Raquel Shi               |
| Elfenbeinküste               |        | Souleymane Traoré            | -                               | -                                | -                                |
| Eritrea                      |        | Merhawi Kudus                | Biniam Girmay                   | Monaliza Araya                   | Danait Fitsum                    |
| Estland                      |        | Mihkel Räim                  | Rein Taaramäe                   | Aidi Gerde Tuisk                 | Hanna Karoline Taaramäe          |
| Eswatini                     |        | Muzi Shabangu                | -                               | Nontsikelelo Mdlovu              | -                                |
| Finnland                     |        | Anders Bäckman               | Markus Knaapi                   | Anniina Ahtosalo                 | Anniina Ahtosalo                 |
| Frankreich                   |        | Florian Sénéchal             | Bruno Armirail                  | Audrey Cordon                    | Audrey Cordon                    |
| Georgien                     |        | Giorgi Khorguani             | Giorgi Khorguani                | -                                | -                                |
| Grenada                      |        | Red Walters                  | Red Walters                     | -                                | -                                |
| Griechenland                 |        | Georgios Bouglas             | Periklis Ilias                  | Varvara Fasoi                    | Argyro Milaki                    |
| Großbritannien               |        | Mark Cavendish               | Ethan Hayter                    | Alice Towers                     | Joscelin Lowden                  |
| Guatemala                    |        | Juan Mardoqueo Vásquez       | Manuel Rodas                    | Jasmin Gabriela Soto             | Jasmin Gabriela Soto             |
| Honduras                     |        | Cristhian Triminio           | Cristhian Triminio              | Linda Menendez                   | Linda Menendez                   |
| Hongkong                     |        | Vincent Lau Wan-yau          | Vincent Lau Wan-yau             | Lam Kong                         | Lam Kong                         |
| Indonesien                   |        | Aiman Cahyadi                | Muhammad Abdurrahman            | Agustina Delia Priatna           | Liontin Evangelina Setiawan      |
| Iran                         |        | Behnam Khalili Khosroshahi   | Hossein Askari                  | Somayeh Yazdani                  | Mandana Dehghan                  |
| Irland                       |        | Rory Townsend                | Ben Healy                       | Alice Sharpe                     | Kelly Murphy                     |
| Island                       |        | Ingvar Ómarsson              | Ingvar Ómarsson                 | Hafdís Sigurðardóttir            | Hafdís Sigurðardóttir            |
| Israel                       |        | Itamar Einhorn               | Omer Goldstein                  | Omer Shapira                     | Omer Shapira                     |
| Italien                      |        | Filippo Zana                 | Filippo Ganna                   | Elisa Balsamo                    | Elisa Longo Borghini             |
| Jamaika                      |        | Barrington Bailey            | Phillip McCatty                 | -                                | Janneille Morgan                 |
| Japan                        |        | Yukiya Arashiro              | Sohei Kaneko                    | -                                | Shoko Kashiki                    |
| Kanada                       |        | Pier-André Coté              | Derek Gee                       | Maggie Coles-Lyster              | Paula Findlay                    |
| Kasachstan                   |        | Jewgeni Giditsch             | Juri Natarow                    | Rinata Sultanova                 | Machabbat Ümitschanowa           |
| Katar                        |        | Abdullah Al-Jaaidi           | Fadhel Al-Khater                | Sheikha Al-Suwaidi               |                                  |
| Kolumbien                    |        | Sergio Higuita               | Daniel Felipe Martínez          | Diana Peñuela                    | Lina Hernández                   |
| Kosovo                       |        | Alban Delija                 | Alban Delija                    | Dafina Zylfiu                    | Nita Lafiti                      |
| Kroatien                     |        | Carlo Jurišević              | Fran Miholjević                 | Matea Deliu                      | Mia Radotic                      |
| Kuba                         |        | Yan Luis Arrieta             | Pedro Portuondo                 | Aylena de las Mercedes Quevedo   | Daymelin Perez                   |
| Lesotho                      |        | Kabelo Makatile              | -                               |                                  | -                                |
| Lettland                     |        | Emīls Liepiņš                | Toms Skujiņš                    | Anastasia Carbonari              | Dana Rozlapa                     |
| Libanon                      |        | Gilbert Hannouche            | -                               | -                                | -                                |
| Litauen                      |        | Venantas Lašinis             | Aivaras Mikutis                 | Rasa Leleivytė                   | Inga Češulienė                   |
| Luxemburg                    |        | Colin Heiderscheid           | Bob Jungels                     | Christine Majerus                | Christine Majerus                |
| Malaysia                     |        | Muhsin Al Redha Misbah       | Muhammad Nur Aiman Bin Rosli    | Nur Aisyah Mohamad Zubir         | Siti Nur Adibah Akma Mohd Fuad   |
| Marokko                      |        | Achraf Ed Doghmy             | Mohcine El Kouraji              | Siham Es-Saddy                   | Nora Sahmoud                     |
| Mauritius                    |        | Alexandre Mayer              | Christopher Rougier-Lagane      | Aurélie Halbwachs                | Aurélie Halbwachs                |
| Moldau                       |        | Andrei Sobennicov            | Arman Garibean                  | Anna Rodina                      | Anna Rodina                      |
| Mongolei                     |        | Maral-Erdene Batmunkh        | Sainbajaryn Dschambaldschamts   | Anujin Jinjiibadam               | Tserenlkham Solongo              |
| Montenegro                   |        | Slobodan Milonjić            | Slobodan Milonjić               | -                                | -                                |
| Namibia                      |        | Drikus Coetzee               | Jean-Paul Burger                | Vera Looser                      | Vera Looser                      |
| Neuseeland                   |        | James Fouché                 | Regan Gough                     | Olivia Ray                       | Georgia Williams                 |
| Niederlande                  |        | Pascal Eenkhoorn             | Bauke Mollema                   | Riejanne Markus                  | Ellen van Dijk                   |
| Nordmazedonien               |        | Andrej Petrovski             | Andrej Petrovski                | Elena Petrova                    | Dunja Ivanova                    |
| Norwegen                     |        | Rasmus Tiller                | Tobias Foss                     | Malin Eriksen                    | Ane Iversen                      |
| Oman                         |        | Faisal Al-Mamari             | Faisal Al-Mamari                | -                                | -                                |
| Österreich                   |        | Felix Großschartner          | Felix Großschartner             | Christina Schweinberger          | Christina Schweinberger          |
| Panama                       |        | Bolívar Espinosa             | Franklin Archibold              | Wendy Ducreux                    | Cristina Mata                    |
| Paraguay                     |        | Jose Wilfrido Gonzales Rojas | Francisco Daniel Riveros Diarte | Araceli Jazmin Galeano Centurion | Araceli Jazmin Galeano Centurion |
| Polen                        |        | Norbert Banaszek             | Maciej Bodnar                   | Wiktoria Pikulik                 | Agnieszka Skalniak-Sójka         |
| Puerto Rico                  |        | Christofer Morales Fontan    | Elvys Reyes                     | Donelys Cariño                   | Donelys Cariño                   |
| Portugal                     |        | João Almeida                 | Rafael Reis                     | Daniela Campos                   | Daniela Campos                   |
| Ruanda                       |        | Eric Manizabayo              | Didier Munyaneza                | Diane Ingabire                   | Diane Ingabire                   |
| Rumänien                     |        | Emil Dima                    | Daniel Crista                   | Manuela Mureșan                  | Maria-Ecaterina Stancu           |
| Russland                     |        | Petr Rikunov                 | Alexander Jewtuschenko          | Tamara Dronowa                   | Tamara Dronowa                   |
| Schweden                     |        | Lucas Eriksson               | Jacob Ahlsson                   | Jenny Rissveds                   | Nathalie Eklund                  |
| Schweiz                      |        | Robin Froidevaux             | Joel Suter                      | Caroline Baur                    | Elena Hartmann                   |
| Serbien                      |        | Dušan Rajović                | Dušan Rajović                   | Jelena Erić                      | Aleksandra Sovilj                |
| Singapur                     |        | Boon Kiak Yeo                | Choon Huat Goh                  | Yiwei Luo                        | Yiwei Luo                        |
| Spanien                      |        | Carlos Rodríguez             | Raúl García Pierna              | Mavi García                      | Mavi García                      |
| Slowakei                     |        | Peter Sagan                  | Ján Andrej Cully                | Nora Jenčušová                   | Nora Jenčušová                   |
| Slowenien                    |        | Kristijan Koren              | Jan Tratnik                     | Eugenia Bujak                    | Urška Žigart                     |
| Südafrika                    |        | Reinardt Janse van Rensburg  | Byron Munton                    | Frances Janse van Rensburg       | Carla Oberholzer                 |
| Südkorea                     |        | Daeyeong Joo                 | Kyeongho Min                    | Joohee Lee                       | Yeonkyeong Lee                   |
| Thailand                     |        | Jetsada Janluang             | Peerapol Chawchiangkwang        | Jutatip Maneephan                | Phetdarin Somrat                 |
| Trinidad und Tobago          |        | Tariq Woods                  | Jason Costelloe                 | Teniel Campbell                  | Teniel Campbell                  |
| Tschechien                   |        | Matěj Zahálka                | Jan Bárta                       | Tereza Neumanová                 | Denisa Slamova                   |
| Tunesien                     |        | Kbaier Oussama               | Nadhem Ben Amor                 | Fattum Sirine                    | Fattum Sirine                    |
| Türkei                       |        | Mustafa Sayar                | Ahmet Örken                     | Azize Bekar                      | Azize Bekar                      |
| Ungarn                       |        | Attila Valter                | Erik Fetter                     | Kata Blanka Vas                  | Kata Blanka Vas                  |
| Uruguay                      |        | Guillermo Thomas Silva       | Agustín Alonso Torres           | Ana Seijas                       | Fabiana Granizal                 |
| Usbekistan                   |        | Akramjon Sunnatov            | Aleksey Fomovskiy               | Margarita Misyurina              | Margarita Misyurina              |
| Venezuela                    |        | Orluis Aular                 | Orluis Aular                    | Andisabel Luque                  | Lilibeth Chacón                  |
| Vereinigte Arabische Emirate |        | Yousif Mirza                 | Yousif Mirza                    | Safia Al-Sayegh                  | Safia Al-Sayegh                  |
| Vereinigte Staaten           |        | Kyle Murphy                  | Lawson Craddock                 | Emma Langley                     | Leah Thomas                      |
| Venezuela                    |        | Orluis Aular                 | Orluis Aular                    | Andisabel Luque                  | Lilibeth Chacón                  |
| Zypern                       |        | Andreas Miltiadis            | Andreas Miltiadis               | Antri Christoforou               | Antri Christoforou               |